# Hornby Mountains
Hornby Mountains är en bergskedja i territoriet Falklandsöarna (Storbritannien). Den ligger i den centrala delen av ögruppen, 130 km väster om huvudstaden Stanley.
Hornby Mountains sträcker sig 34 km i sydvästlig-nordostlig riktning. Den högsta toppen är Mount Maria, 658 meter över havet.
Topografiskt ingår följande toppar i Hornby Mountains:
- Mount Maria
- Mount Moody